# Strønstad
Strønstad est une localité du comté de Nordland, en Norvège.

## Géographie
Administrativement, Strønstad fait partie de la kommune de Hadsel.